# Сигнахский уезд
Сигна́хский уезд — административная единица в Тифлисской губернии Российской империи и Грузинской ССР в 1801—1840, 1846—1929 годах. Уездный город — Сигнах.

## История
Первоначально Сигнахский уезд был образован в 1801 году в составе Грузинской губернии в результате присоединения Картли-Кахетинского царства к России. В 1840 году в процессе создания Грузино-Имеретинской губернии уезд был ликвидирован, его территория вошла в состав Телавского уезда. Затем был восстановлен, а в 1846 году в ходе расформирования Грузино-Имеретинской губернии вошел в состав Тифлисской губернии.
В 1918 году уезд вместе с Тифлисской губернией вошёл в состав Грузинской Демократической Республики. В 1929 году упразднён с передачей территории в Кахетинский округ.

## Население
Согласно ЭСБЕ население уезда в конце XIX века составляло 100 097 чел.
По данным первой всеобщей переписи населения 1897 года в уезде проживало 102 313 жителей, в том числе в уездном городе Сигнах — 8 994 чел. Процент грамотных в уезде составлял 13,8 % или 14 119 чел.
| Год    | Всего, чел. | Грузины          | Армяне          | Татары (азербайджанцы) | Великорусы (русские), малорусы (украинцы), белорусы | Аварцы, кюринцы (лезгины) и др. лезгинские народы | Имеретинцы  | Осетины     | Мингрелы   | Персы       | Остальные (немцы, литовцы, греки и др.) |
| ------ | ----------- | ---------------- | --------------- | ---------------------- | --------------------------------------------------- | ------------------------------------------------- | ----------- | ----------- | ---------- | ----------- | --------------------------------------- |
| 1890-е | 100 097     | 82 580 (82,5 %)  | 11 511 (11,5 %) | 4 003 (4,0 %)          | 2 002 (2,0 %)                                       | ---                                               | ---         | ---         | ---        | ---         | ---                                     |
| 1897   | 102 313     | 84 827 (82,91 %) | 6 392 (6,25 %)  | 5 272 (5,15 %)         | 4 910 (4,80 %)                                      | 279 (0,27 %)                                      | 39 (0,04 %) | 30 (0,03 %) | 8 (0,01 %) | 11 (0,01 %) | 545 (0,53 %)                            |

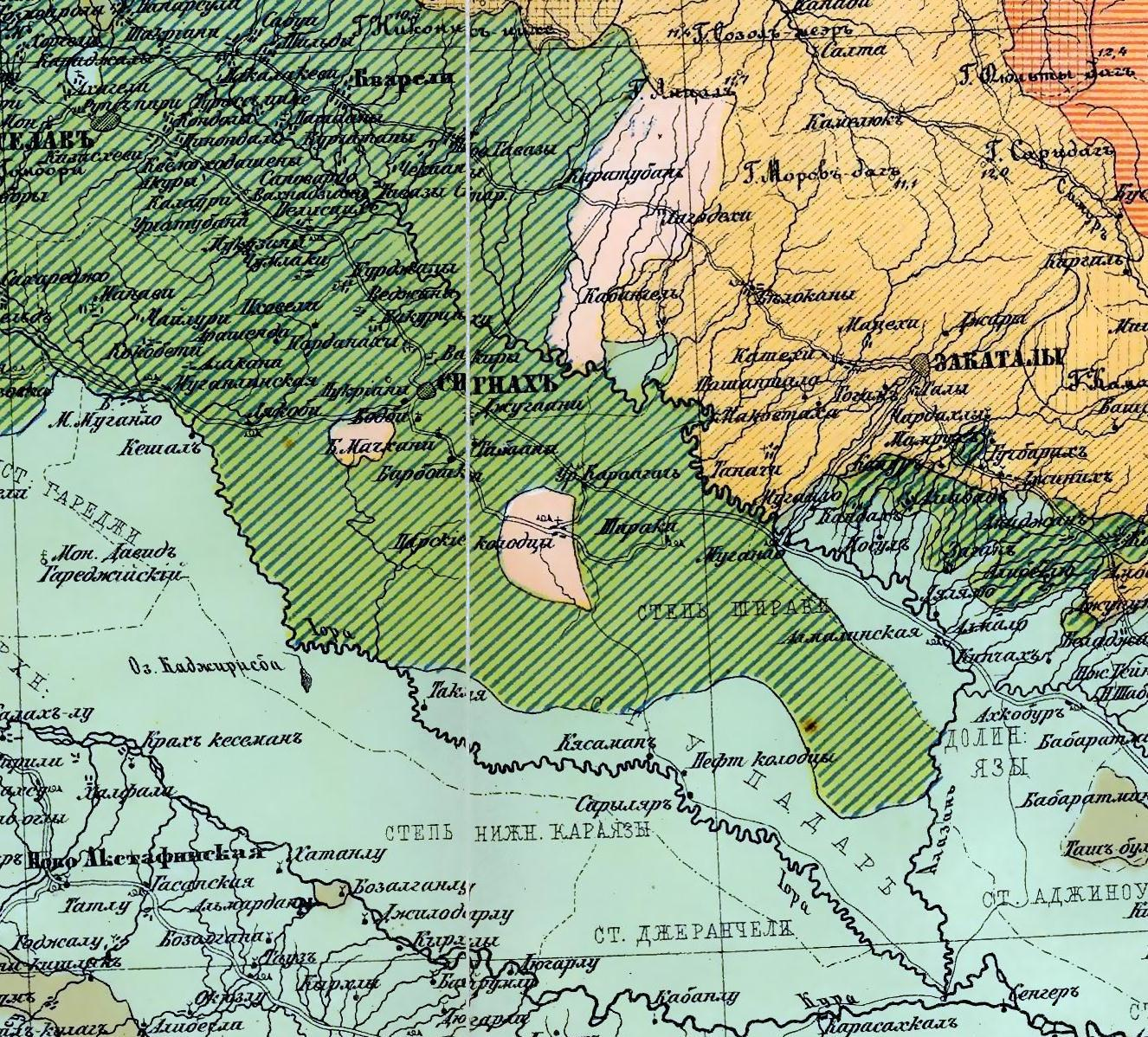
Этнографическая карта Сигнахского уезда (1880 г.)
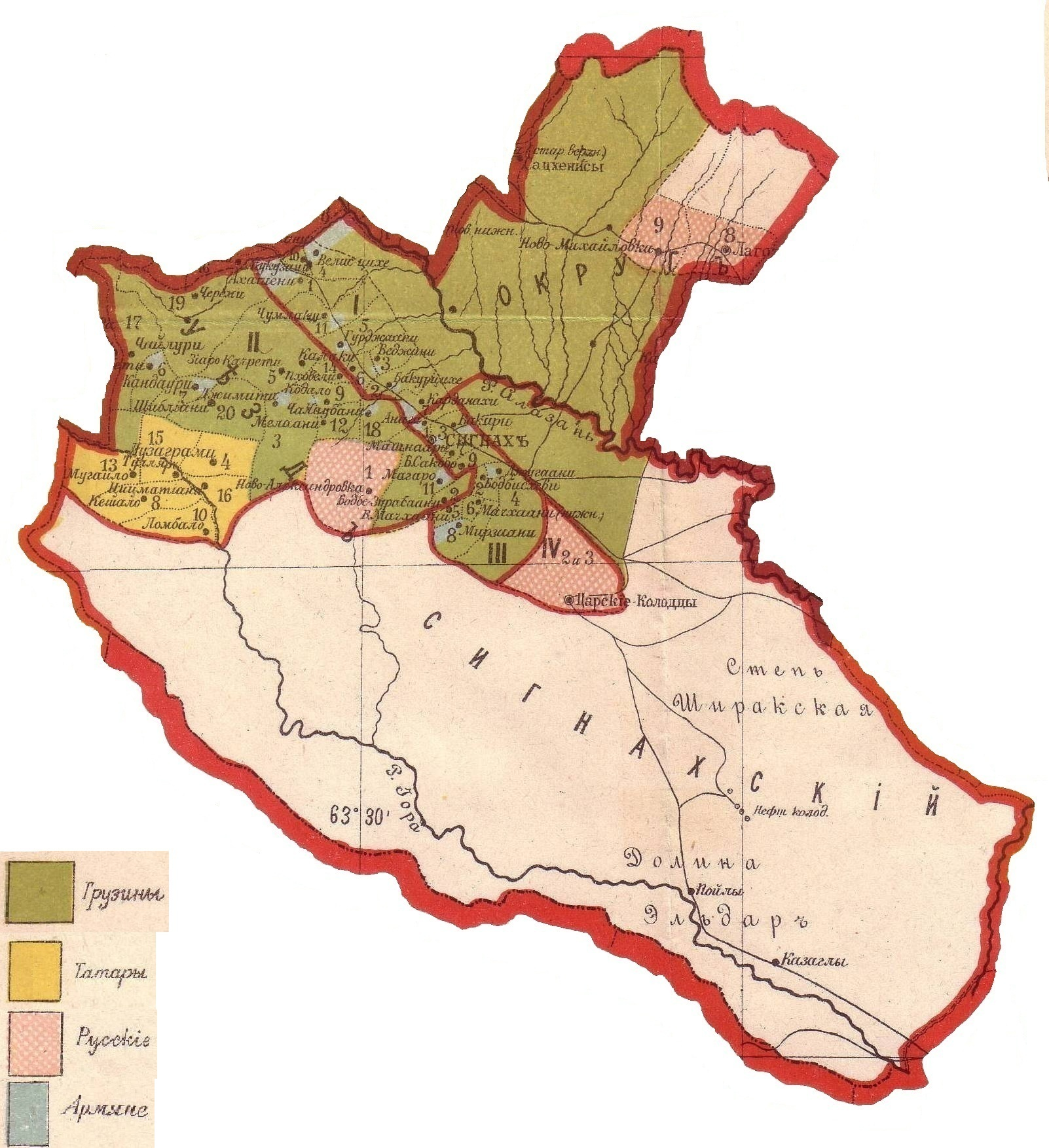
Этнографическая карта Сигнахского уезда (1902 г.)

## Административное деление
В 1913 году в состав уезда входило 40 сельских правлений и 1 городской участок:
- Анагвское — с. Анагва,
- Ахашенское — с. Ахашени,
- Бакурцихское — с. Бакурцихе,
- Бодбинское — с. Бодбе-Зурабаани,
- Бодбисхевское — с. Бодбисхеви,
- Вакирское — с. Вакири,
- Веджинское — с. Веджини,
- Велис-Цихское — с. Велис-Цихе,
- Верхне-Мачхаанское — с. Верхнее-Мачхаани,
- Гурджаанское — с. Гурджаани,
- Джимитское — с. Джимиты,
- Джугаанское — с. Джугаани,
- Дузагамское — с. Дузагами,
- Зиаро-Качретское — с. Зиаро-Качрети,
- Какабетское — с. Какабети,
- Калакское — с. Калаки,
- Карданахское — с. Карданахи,
- Кешальское — с. Кешало,
- Кодальское — с. Кодало,
- Кондаурское — с. Кондаури,
- Лагодехское — с. Лагодехи,
- Ламбальнское — с. Ламбало,
- Магарское — с. Магаро,
- Малаанское — с. Мелааны,
- Машнаарское — с. Машнаары,
- Мирзаанское — с. Мирзаани,
- Муганлинское — с. Муганло,
- Мукузанское — с. Мукузани,
- Нижне-Мачхаанское — с. Нижне-Мачхаани,
- Ново-Александровское — с. Ново-Александровка,
- Ново-Михайловское — с. Ново-Михайловка,
- Пховельское — с. Пховели,
- Сакобское — с. Сакобо-Большое,
- Усуплинское — с. Усуплы,
- Царево-Колодское — п. Царские-Колодцы,
- Чайлурское — с. Чайлури,
- Чалаубанское — с. Чалаубани,
- Черемское — с. Череми,
- Чумлакское — с. Чумлаки,
- Шиблианское — с. Шиблиани,
- Сигнахский городской участок — г. Сигнах.